# 2018년 동계 올림픽 볼리비아 선수단
2018년 동계 올림픽 볼리비아 선수단은 대한민국 평창에서 개최되는 2018년 동계 올림픽에 참가하는 올림픽 볼리비아 선수단이다. 1992년 프랑스 알베르빌에서 열린 대회 이후 26년 만의 동계 올림픽 참가이다.
이번 대회에 출전하는 선수는 총 두 명이며 알파인스키와 크로스컨트리의 두 종목에 각각 출전한다. 공식 대표팀 명단은 2018년 1월 18일 볼리비아 수도 라파스 주재 대한민국 대사관에서 공개됐다. 같은 자리에서 알파인스키 선수 시몬 브라이트푸스 카머란더가 개막식에 볼리비아 국기를 들고 기수로 입장할 예정이라는 소식도 밝혀졌다.

## 참가 선수
다음은 각 종목별 참가 선수 현황이다.
| 종목         | 남자 | 여자 | 총합 |
| ------------ | ---- | ---- | ---- |
| 알파인스키   | 1    | 0    | 1    |
| 크로스컨트리 | 1    | 0    | 1    |
| 총합         | 2    | 0    | 2    |

## 알파인 스키
볼리비아에는 총 한 명의 선수가 배정됐으며 오스트리아 태생의 스키 선수 시몬 브라이트푸스 카머란더가 출전하였다.
카머란더 선수는 8살 때 처음 볼리비아에 왔다. 당시 카머란더 선수의 아버지가 이웃한 아르헨티나에서 스키 코치 일을 하게 된 것이 계기였다. 볼리비아에 정착해 공부하던 중 2009년 카머란더는 볼리비아 스키 연맹 임원진들과 대면했다. 2015년 카머란더 선수는 정식 볼리비아 국민이 되었으며, 볼리비아를 대표해 대회에 나갈 수 있게 되었다.
남자
| 선수                       | 세부 종목  | 1차 시기 | 1차 시기 | 2차 시기 | 2차 시기 | 합계    | 합계      |
| 선수                       | 세부 종목  | 기록     | 순위     | 기록     | 순위     | 기록    | 최종 순위 |
| 시몬 브라이트푸스 카머란더 | 복합       | 1:22.94  | 49       | DNF      | DNF      | DNF     | DNF       |
| 시몬 브라이트푸스 카머란더 | 활강       | 빈칸     | 빈칸     | 빈칸     | 빈칸     | 1:47.87 | 47        |
| 시몬 브라이트푸스 카머란더 | 대회전     | 1:16.27  | 52       | 1:15.98  | 44       | 2:32.25 | 43        |
| 시몬 브라이트푸스 카머란더 | 회전       | 54.66    | 40       | 55.76    | 31       | 1:50.42 | 32        |
| 시몬 브라이트푸스 카머란더 | 슈퍼대회전 | 빈칸     | 빈칸     | 빈칸     | 빈칸     | 1:31.69 | 45        |

### 크로스컨트리 스키
볼리비아에는 총 한 명의 선수가 배정됐으며 핀란드 출신의 귀화 선수 티모 유하니 그뢴룬드가 그 주인공이다. 이번 대회는 볼리비아의 첫 동계 올림픽 크로스컨트리 경기 출전이기도 하다.
남자
| 선수                 | 종목           | 결승    | 결승    | 결승 |
| 선수                 | 종목           | 시간    | 감점    | 순위 |
| -------------------- | -------------- | ------- | ------- | ---- |
| 티모 유하니 그뢴룬드 | 남자 15km 프리 | 43:18.4 | +9:34.5 | 106  |